# Lockheed Martin C-130J Super Hercules
Il Lockheed Martin C-130J "Super" Hercules è un aereo turboelica quadrimotore da trasporto di tipo militare. Il C-130J è un globale aggiornamento del venerabile Lockheed C-130 Hercules con nuovi motori, nuovo ponte di volo e altri nuovi sistemi. La famiglia Hercules vanta il più lungo e continuo ciclo di produzione di qualunque altro aereo militare nella storia. Con una storia di più di cinquant'anni gli Hercules hanno preso parte ad operazioni militari, civili e umanitarie. Cinquanta nazioni hanno ordinato un totale di 300 aeromobili, di cui ne è stato consegnato il 250° a febbraio 2012.

## Progetto e sviluppo
Il C-130J è il più moderno modello di Hercules e l'unico tuttora in produzione. Esteriormente molto simile al precedente Hercules, il modello J si caratterizza per tecnologie considerevolmente aggiornate. Queste nuove tecnologie includono nuovi motori turboelica Rolls-Royce AE 2100D3 con eliche Dowty 391, ovvero eliche a scimitarra prodotte con materiale composito, nuove avionica digitale, che include un HUD per ogni pilota, e requisiti ridotti per l'equipaggio. Questi cambiamenti hanno apportato notevoli miglioramenti rispetto al suo predecessore, come un raggio d'azione del 41% maggiore, velocità massima maggiore del 21% ed una distanza di decollo più corta del 41%. Il C-130J "Super" Hercules è disponibile in una variante più lunga chiamata C-130J-30.
Con la funzione di aereo cargo o di ponte aereo, l'equipaggio del C-130J include due piloti ed un responsabile carico, mentre le varianti specializzate dell'USAF (AC-130J, MC-130J, HC-130J) possono avere un equipaggio più grande con navigatori o ufficiali di sistemi di combattimento. I KC-130J del United States Marine Corps adottano un capo equipaggio per le operazioni di spedizione. Il vano di carico del C-130J è approssimativamente lungo 12,5 metri, alto 2,74 e largo 3,05. Il carico delle merci avviene tramite un portellone posto nella parte posteriore inferiore della fusoliera. Il velivolo può inoltre essere configurato con un avanzato sistema di movimentazione merci. Questo sistema consiste in una stazione computerizzata del responsabile del carico dalla quale l'utente può controllare in remoto i verricelli del piano di carico e anche configurare il sistema di piano rimovibile per i pallet a rulli oppure il piano piatto per la movimentazione delle merci. Inizialmente sviluppato per l'Aeronautica Militare Statunitense, questo sistema consente rapidi cambi di ruolo da effettuare e così aumenta il tempo disponibile per completare una missione.

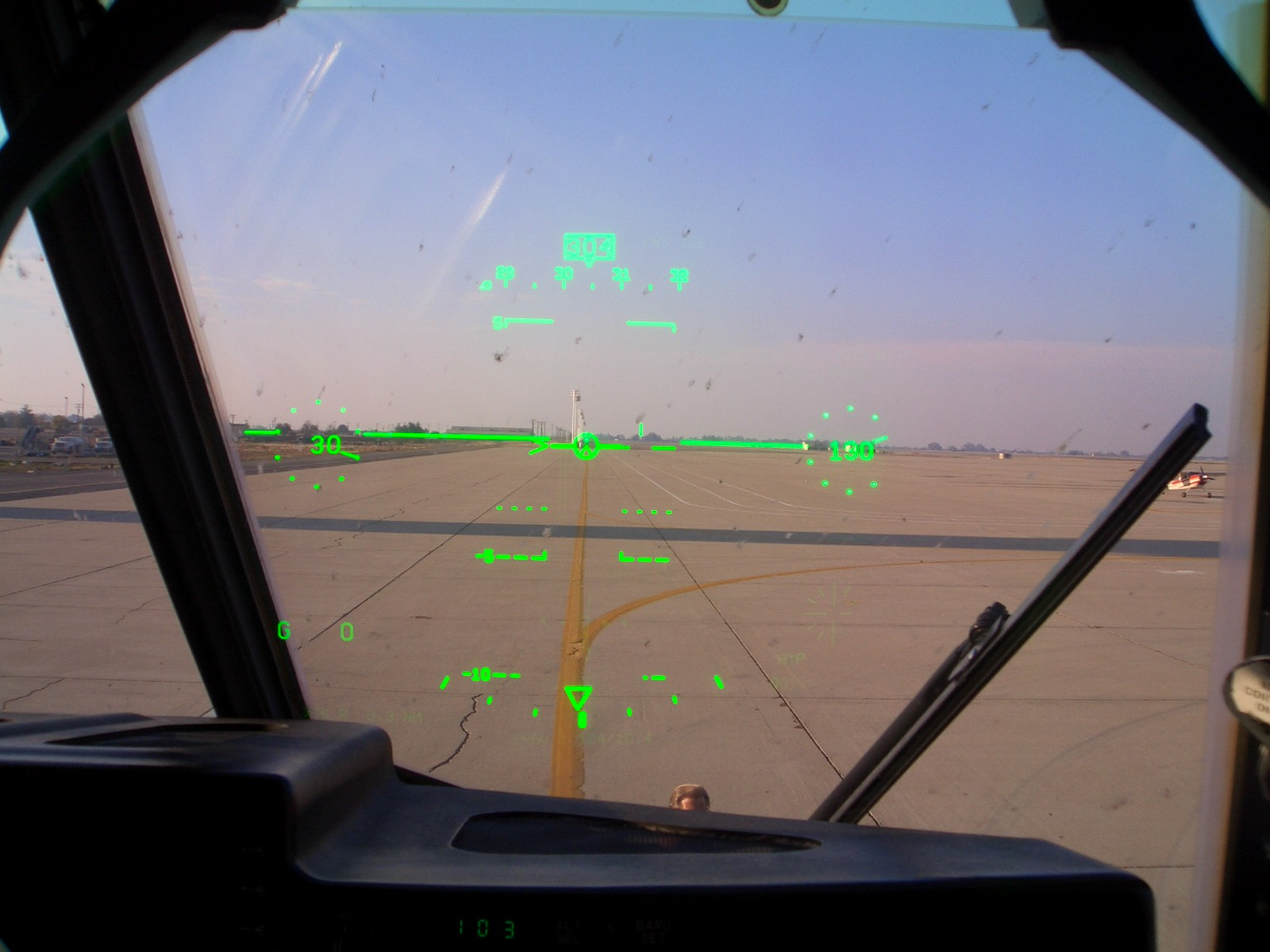
L'HUD del co-pilota di un

La Lockheed Martin ricevette il primo ordine da parte della Royal Air Force, che ordinò 25 esemplari, la cui prima consegna avvenne nel 1999 come Hercules C4 (C-130J-30) ed Hercules C5 (C-130J). Nel 2008 il C-130J aveva un costo oltreoceano di 62 milioni di dollari statunitensi per esemplare.
A metà giugno 2008 l'USAF concluse un contratto con la Lockheed Martin per il valore di 460 milioni di dollari per sei esemplari modificati di KC-130J a disposizione dell'aeronautica militare e del Comando Operazioni Speciali. Il contratto permise alle varianti di C-130J di andare a sostituire gli ormai vecchi HC-130 e MC-130. Il velivolo da recupero personale HC-130J Combat King II completò i test di sviluppo il 14 marzo 2011. L'ultima fase del test fu il rifornimento aria-aria che fu il primo mai effettuato su un C-130. Questa procedura di test fu applicata anche al MC-130J Combat Shadow II che venne prodotto per l'Air Force Special Operations Command.

### Harvest HAWK
Con l'aggiunta del ISR / Weapon Mission Kit del Corpo del Marine, la variante aerocisterna del KC-130J sarà in grado di svolgere funzioni da aereo-spia e in grado di fornire fuoco di supporto a terra grazie al supporto di missili Hellfire o Griffin, bombe guidate ed eventualmente, in un aggiornamento futuro, anche di un cannone da 30 mm. Questa abilità, chiamata "Harvest HAWK" (Hercules Airborne Weapons Kit), può essere utilizzata in scenari dove non è richiesta un elevato livello di precisione. Il velivolo conserva comunque le sue originali capacità di rifornimento e trasporto. L'intero sistema può inoltre essere rimosso in un giorno.

## Storia operativa
Il Super Hercules è stato largamente usato dall'USAF e dall'USMC in Iraq ed in Afghanistan. Anche il Canada ha schierato i suoi CC-130J in Afghanistan.
I C-130J provenienti da alcuni paesi sono stati schierati in supporto dell'Operazione statunitense Odyssey Down e durante l'Operazione NATO Unified Protector durante la Guerra Civile Libica del 2011.
Dal primo volo, avvenuto il 5 aprile 1996, al 30 aprile 2013, 290 C-130J in servizio per conto di 13 nazioni hanno superato 1 milione di ore di volo.
Nel gennaio 2013 è stato riferito che in alcuni C-130J da trasporto canadesi sono stati trovati microchip cinesi contraffatti nei display della cabina di pilotaggio.

### Impiego civile
Il Modular Airborne FireFighting System (MAFFS) è un'unità autosufficiente adoperata per la lotta aerea antincendio e che può essere caricata a bordo del C-130 Hercules, che permette quindi all'aereo di essere usato come cisterna aerea contro gli incendi boschivi. Questo permette all'U.S. Forest Service (USFS) di utilizzare gli aerei militari dall'Air National Guard e dall'Air Force Reserve da impiegare come riserva d'emergenza a fianco degli aerei cisterna civili. L'ultima generazione del MAFFS, il MAFFS II, è stato impiegato per la prima volta su un incendio nel luglio 2010 a bordo di un Lockheed Martin C-130J Super Hercules. La 146th Airlift Wing è stata la prima a passare al nuovo sistema MAFFS nel 2008, e rimane l'unica a volare con il nuovo sistema a bordo dei C-130.

## Ordini e consegne
Il principale operatore del nuovo modello è l'aeronautica militare degli Stati Uniti, che ha ordinato un numero sempre crescente di velivoli. Gli attuali operatori del C-130J sono la United States Air Force (incluse l'Air Force Reserve Command e l'Air National Guard), lo United States Marine Corps, la United States Coast Guard, la Royal Air Force, la Royal Canadian Air Force, la Royal Australian Air Force, la Flyvevåbnet, la Kongelige Norske Luftforsvaret, la Bhāratīya Vāyu Senā, l'Heyl Ha'Avir e l'Aeronautica Militare italiana. A luglio 2010 sono state prodotte in totale 200 unità delle 284 ordinate in quel periodo.

## Il traguardo dei 500 esemplari prodotti
Il 14 marzo 2022, Lockheed Martin ha annunciato di avere ultimato e consegnato il 500° C-130J. Più nel dettaglio, l'aereo numero 500 è un C-130J-30, numero di serie 19-5934, che è stato consegnato al 130th Airlift Wing della Air National Guard.

## Varianti
MC-130J Commando II - All'aprile 2017 sono in servizio 37 MC-130J Commando II.

## Utilizzatori

### Governativi
Stati Uniti
- NOAA

2 C-130J (con altri due in opzione) ordinati il 27 settembre 2024.

### Militari
Algeria
- Al-Quwwat al-Jawwiyya al-Jaza'iriyya

4 C-130J-30 nuovi ordinati nel 2018, più 2 LM-100J civili acquistati di seconda mano. Il primo LM-100J è stato consegnato il 23 gennaio 2022, il secondo il 24 aprile 2022. 3 C-130J-30 consegnati il 10 settembre 2023.
 Australia
- RAAF

12 C-130J-30 consegnati a partire dal 1997. Ulteriori 20 C-130J-30 ordinati il 24 luglio 2023, che sostituiranno ed espanderanno l'attuale flotta di dodici C-130J-30 in servizio dal 1997.
 Bahrein
- Royal Bahraini Air Force

2 C5 (C-130J a fusoliera corta) ex RAF acquistati ad agosto 2017, che sono stati aggiornati dalla Marshall Aerospace and Defence Group Group prima di essere immessi in servizio.
 Bangladesh
- Bangladesh Biman Bahini

5 C-130J ex RAF prelevati (2 nel 2018 e 3 nel 2019) dai 10 a fusoliera corta che questa sta ha dismesso, che sono stati aggiornati dalla Marshall Aerospace and Defence Group prima di essere consegnati. Ulteriori 3 esemplari ex RAF sono stati ordinati durante il 2019, portando a 5 il numero degli esemplari ordinati. Il primo aereo è stato consegnato nell'agosto 2019, il secondo a maggio 2020 ed il terzo a settembre dello stesso anno. A febbraio 2022 è stato consegnato il quarto esemplare. Quinto e ultimo esemplare consegnato il 25 giugno 2024.
 Brunei
- Tentera Udara Diraja Brunei

1 esemplare ordinato ad ottobre 2014.
 Canada
- Royal Canadian Air Force

17 C-130J-30 consegnati a partire dal 2010 e tutti in servizio al novembre 2017.
 Corea del Sud
- Daehan Minguk Gonggun

4 C-130J-30 ordinati con consegna nel 2014 e tutti in servizio al dicembre 2018.
 Danimarca
- Flyvevåbnet

3 C-130J-30 (più 1 in opzione) ordinati il 1 dicembre 2000. Il primo esemplare fu consegnato il 1 marzo 2004, il secondo ed il terzo furono consegnati rispettivamente il 15 marzo e il 5 aprile dello stesso anno. Nel 2006 si decise di sottoscrivere l'opzione per il quarto velivolo, che fu consegnato il 15 luglio 2007.
 Egitto
- El Qūwāt El Gawīyä El Maṣrīya

Il Dipartimento di Stato statunitense, a gennaio 2022, ha autorizzato la vendita di 12 C-130J, oltre a una dozzina di motori di riserva. Primi 2 C-130J ordinati il 5 settembre 2024.
 Filippine
- Hukbong Himpapawid ng Pilipinas

3 C-130J ordinati ad inizio 2023, con consegne previste tra il 2026 e il 2027.
 Francia
- Armée de l'air

2 C-130J-30 e 2 KC-130J ordinati a novembre 2015. Tutti consegnati all'aprile 2020.
 Germania
- Luftwaffe

Il Dipartimento di Stato americano ha autorizzato la vendita alla Germania in FMS di 3 velivoli da trasporto C-130J-30 e 3 aerorifornitori KC-130J. Il valore potenziale della commessa è di 1,4 miliardi di dollari. Il primo C-130J-30 è stato consegnato il 19 febbraio 2022. Il secondo C-130J-30 è stato consegnato a giugno 2022. Il terzo C-130J-30 è stato consegnato il 24 agosto 2022. Il primo KC-130J, invece, è stato consegnato il 28 febbraio 2024. Consegne dei KC-130J completate a fine aprile 2024.
 India
- Bhāratīya Vāyu Senā

5 C-130J-30 in servizio a marzo 2015. Un esemplare è andato perso il 28 marzo 2014 per un errore del pilota. 12 C-130J-30 in totale ordinati a dicembre 2013.
 Indonesia
- Tentara Nasional Indonesia Angkatan Udara

5 C-130J-30 acquistati nel 2019, ma accordo rivelato solo il 10 settembre 2021. Primo esemplare consegnato il 23 febbraio 2023. Secondo esemplare consegnato il 28 giugno 2023. Terzo esemplare consegnato il 15 agosto 2023.Quarto esemplare consegnato a Gennaio 2024, mentre il quinto ed ultimo esemplare consegnato il 16 maggio dello stesso anno.
 Iraq
- Al-Quwwat al-Jawwiyya al-'Iraqiyya

6 C-130J-30 consegnati.
 Israele
- Heyl Ha'Avir

9 C-130J-30 ordinati nel 2008 e consegnati tra il 2014 ed il dicembre 2018.
 Italia
- Aeronautica Militare

12 C-130J e 10 C-130J-30 ordinati nel 1997 e consegnati a partire dal 2000.
 Kuwait
- Al-Quwwat al-Jawwiyya al-Kuwaytiyya

5 KC-130J ordinati, 3 in servizio al giugno 2022. Probabile acquisto di ulteriori 3 aeromobili
 Libia
- Al-Quwwat al-Jawwiyya al-Libiyya

2 C-130J-30 in ordine
 Norvegia
- Kongelige Norske Luftforsvaret

4 C-130J-30 ordinati nel novembre 2007 e consegnati tra il novembre 2008 e il maggio 2010. Uno perso in un incidente presso Kebnekaise il 15 marzo 2012 durante l'esercitazione Cold Response, e sostituito da un nuovo esemplare che è stato consegnato nel settembre 2012.
 Nuova Zelanda
- Royal New Zealand Air Force

5 C-130J-30 ordinati il 4 giugno 2020, che dovrebbero essere tutti consegnati tra il 2024 ed il 2025. Primo esemplare consegnato il 10 settembre 2024.
 Oman
- Al-Quwwat al-Jawiyya al-Sultaniyya al-'Umaniyya

1 esemplare ordinato nel 2009 e consegnato a settembre 2012, mentre altri due, rispettivamente nel 2013 e nel 2014
 Arabia Saudita
- Al-Quwwat al-Jawwiyya al-Sa'udiyya

2 KC-130J-30 in ordine con consegna programmata per il 2016
 Tunisia
- Al-Quwwat al-Jawwiyya al-Tunisiyya

2 C-130J-30 acquistati nel 2010 ed entrati in servizio tra il 2013 ed il 2015.
 Turchia
- Türk Hava Kuvvetleri

A novembre 2024 è stato comunicato la selezione di 12 Hercules C4 (C-130J-30) ex RAF, ritirati da quest'ultima nel 2022 e con ancora un discreto numero di ore di volo disponibili.
 Qatar
- Qatar Emiri Air Force

4 C-130J-30 ordinati nel 2008 e consegnati tra il 2010 e il 2011.
 Regno Unito
- Royal Air Force

15 C.4 e 10 C.5 ordinati nel 1995 ed entrati in servizio a partire dal 1998. 2 C-130J sono stati venduti al Bahrain e 5 alla Bangladesh Biman Bahini (2 nel 2018 e 3 nel 2019) che li faranno aggiornare dalla Marshall Aerospace and Defence Group prima di immetterli in servizio. Uno alla US Navy che è stato consegnato nel novembre nel 2020 ed utilizzato come "Fat Albert" dalla pattuglia acrobatica Blue Angels. Uno C4 (C-130J) è stato perso in Iraq ad agosto 2017 (ma solo a giugno 2018 è stato rivelato) durante una missione per il trasporto di reparti speciali. A marzo 2023 in servizio solo 7 C4. Gli ultimi esemplari ancora in organico dopo un volo di commiato avvenuto il 14 giugno 2023, sono stati definitivamente ritirati il seguente 30 giugno. A novembre 2024 è stato comunicato la selezione da parte dell'Aeronautica militare turca di dodici dei tredici Hercules C4 ritirati nel 2022 e eimasti immagazzinati insieme agli ultimi due C5.
 Stati Uniti
- United States Air Force

125 aeromobili (10 C-130J, 76 C-130J-30, 3 EC-130J, 11 HC-130J, 15 MC-130J e 10 WC-130J) in servizio al settembre 2019
- United States Marine Corps Aviation

86 KC-130J-30 ordinati, 60 consegnati all'aprile 2021. 79 KC-130J ordinati.
- US Navy

1 C-130J ex RAF consegnato nel novembre del 2020 ed utilizzato come "Fat Albert" dalla pattuglia acrobatica Blue Angels.
- United States Coast Guard

22 HC-130J ordinati. 6 HC-130J in servizio a marzo 2020.